# 隠岐孝浩
隠岐 孝浩（おき たかひろ、1963年 - 2022年）は、日本のプログラマー。京都府出身。

## 来歴
- カトリックのノートルダム学院小学校、洛星中学校・高等学校に通う。高校時代は、バイクにも乗り、バンド活動ではドラムを担当。
- PARCOのデザインコンテストに入賞。それをきっかけに映像の仕事を手掛けることになり、テレビCMの仕事を行う。代表的なCMの仕事にサントリーの「サスケ」がある。
- バンダイにいた橋本真司のコブラチームの仕事で、当時ウィズに所属していた秋山徹郎と知り合う。

秋山は「このまま隠岐さんと仕事をしたい」と言ったが、「このままでは一緒に仕事はできない」と隠岐は、秋山からの依頼を断る。それなら、と秋山はウィズを退職して橋本のコブラチームにフリーランスとして関わることにして、以後、隠岐と秋山は仕事上の盟友関係となった。コブラチームでは二人で『BASTARD!! -暗黒の破壊神-』などの開発を担当する。
- ウィズの社長・横井昭裕から「仕事を手伝ってほしい」と言われ、『たまごっち』の開発に携わる。秋山はプランナーとして、隠岐はソフトウェア開発を担当する[1][2]。

- 『ドラゴンクエスト あるくんです』の開発にも携わる[3]。

- 多くのアーケードゲームの開発に従事していたが、詳細は不明（仕事の実績を公にすることを嫌い、スタッフロールにも名前の掲載を拒否したたため、全貌が不明なものが多い）。ただ、タイトーのレイフォースの開発に携わったことは判明している。

- 塩崎剛三プロデュースのゲーム開発にプログラマーとして携わる[4]。

『タワードリーム』
『タワードリーム2』
『ダービースタリオン04』
『ダービースタリオンP』
『ONE PIECE めざせ! キング オブ ベリー』
『天空のレストラン』
『天空のレストラン ハロープロジェクトヴァージョン』
『焼きたて!!ジャぱん 頂上決戦!! パンタジック・グランプリ』
『金色のガッシュベル!! ザ・カードバトル for GBA』